# بتشول أزغب
بتشول أزغب (الاسم العلمي:Pogostemon pubescens) هو نوع من النباتات يتبع جنس البتشول من الفصيلة الشفوية.